# راف اند ردی (پنسیلوانیا)
راف اند ردی (به انگلیسی: Rough and Ready) یک منطقهٔ مسکونی در ایالات متحده آمریکا است که در شهرستان سچویلکیلل، پنسیلوانیا واقع شده‌است. راف اند ردی ۲۲۳٫۱۲ متر بالاتر از سطح دریا واقع شده‌است.